# Вірменія (римська провінція)
Римська Вірменія — період, коли Римська імперія контролювала частини Великої Вірменії з I століття н. е. до кінця пізньої античності. Мала Вірменія стала клієнтською державою Риму ще в I столітті н. е., тоді як Велика Вірменія залишалася незалежним царством під владою династії Аршакідів. Вірменія була ареною суперечок між Римом і Парфянською імперією, а згодом — Сасанідською імперією, що призвело до численних римсько-перських воєн. У 114 році імператор Траян завоював Вірменію та ненадовго перетворив її на римську провінцію.
Наприкінці IV століття Вірменія була поділена між Римом і Сасанідами. Сасаніди захопили більшу частину Вірменського царства та в середині V століття скасували вірменську монархію. У VI—VII століттях Вірменія знову стала полем бою між Східною Римською (Візантійською) імперією та Сасанідською імперією, допоки обидві держави не були витіснені мусульманським Халіфатом у середині VII століття.

## Історія
Після падіння династії Арташесідів унаслідок походу Помпея до Вірменії в 66 році до н. е., Вірменське царство стало об'єктом суперечок між Римською та Парфянською імперіями. За правління династії Аршакідів вірменська знать розділилася на прихильників Риму, Парфії та нейтральних.
Вірменія часто виступала в ролі клієнтської або васальної держави на кордоні між двома імперіями та їхніми наступниками — Візантійською та Сасанідською імперіями. Під час візантійсько-сасанідських воєн Вірменія була розділена на Візантійську та Сасанідську частини.

### Боротьба за вплив із Парфією
Вірменія відігравала ключову роль у геополітичному суперництві між Римською та Парфянською імперіями. Обидві сторони розглядали її як стратегічний буфер та засіб розширення впливу на Кавказ і Близький Схід. Це призводило до постійного втручання у внутрішні справи Вірменії, зокрема в процеси обрання та зміщення її царів.
Парфія часто прагнула посадити на вірменський престол представника своєї династії або союзника, щоб забезпечити собі лояльність цього прикордонного царства. У відповідь Рим підтримував своїх кандидатів або втручався військовим шляхом. Такі зіткнення стали причиною неодноразових воєн, зокрема кампанії Луція Веруса в 161—166 рр. і вторгнення імператора Траяна в 114 році, під час якого Вірменія на короткий час була перетворена на римську провінцію.
Таким чином, Вірменія протягом тривалого часу залишалася ареною дипломатичної та військової боротьби між Римом і Парфією, що значною мірою впливало на її політичну стабільність і розвиток. Зі східною експансією Римської республіки під час Мітридатових воєн Вірменське царство, яке перебувало під владою династії Арташесідів, було перетворене на клієнтську державу Риму Помпеєм у 66–65 рр. до н. е. Протягом наступних ста років Вірменія залишалася під римським впливом. Близько середини I століття н. е. зростаючий вплив Парфії поставив під сумнів римське домінування, яке було відновлене завдяки військовим кампаніям Гнея Доміція Корбулона.
Цей конфлікт завершився після битви при Рандеї фактичною нічиєю та формальним компромісом: відтоді на вірменський престол мав сідати парфянський принц із династії Аршакідів, але його кандидатура повинна була затверджуватися римським імператором.

### Римська провінція Вірменія (114—118рр. н.е.)
У 114 році імператор Траян приєднав Вірменію до Римської імперії, зробивши її повноцінною римською провінцією.
У 113 році Траян розпочав вторгнення до Парфянської імперії, оскільки прагнув відновити на вірменському троні васального царя (Вірменія кількома роками раніше потрапила під контроль Парфії). У 114 році з Антіохії в Сирії Траян вирушив у похід на Вірменію і захопив столицю Артаксат. Траян змістив вірменського царя Партамасіріса і наказав приєднати Вірменію до Римської імперії як нову провінцію. Траян далі просунувся і захопив Месопотамію, яка, як і Вірменія, стала римською провінцією.
Нова провінція сягала берегів Каспійського моря і межувала на півночі з Кавказькою Іберією та Кавказькою Албанією — двома васальними державами Риму. Як римська провінція, Вірменія управлялася разом із Каппадокією проконсулом Катілієм Севером із роду Клавдіїв.
Римський сенат випустив монети з написом: ARMENIA ET MESOPOTAMIA IN POTESTATEM P.R. REDACTAE («Вірменія і Месопотамія підкорені владі римського народу»), що закріпило статус Вірменії як найновішої римської провінції. Повстання парфянського претендента Санатрука було придушене, хоча окремі осередки опору тривали, і цар Парфії Вологез III встиг відвоювати частину південно-східної Вірменії незадовго до смерті Траяна в серпні 117 року.

### Римський протекторат
Після смерті Траяна його наступник Адріан вирішив не зберігати статус провінції для Вірменії. У 118 році Адріан відмовився від прямого контролю над Вірменією й посадив на трон Партамаспата. Однак Партамаспат незабаром зазнав поразки від парфян і знову втік до римлян. Як компенсацію, він отримав співправління в Осроєні — західній частині Великої Вірменії.
У 140 році імператор Антонін Пій призначив царем Вірменії Сохема. Але вже через кілька років, у 161-му, Вірменія знову була втрачена — цього разу на користь Вологеза IV з Парфії. У 163 році римляни під командуванням Стація Пріска провели контрнаступ, перемогли парфян у Вірменії й повернули Сохема на трон як кандидата, якого підтримував Рим.

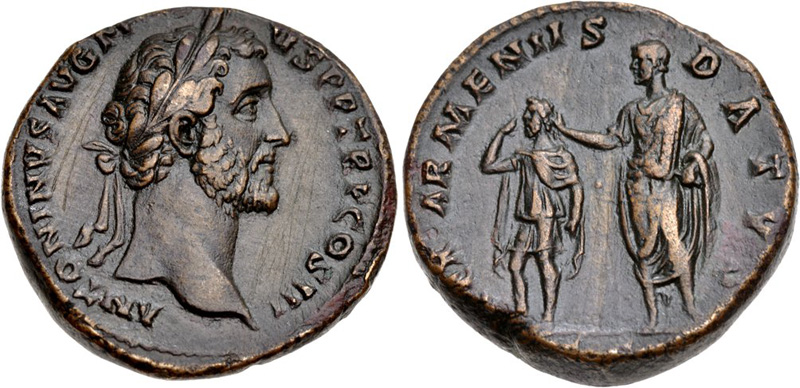
Монета з Антоніном Пієм з 141 року, на якій він одягає корону на голову вірменського царя.

Підсумовуючи, Вірменія часто ставала предметом суперечок між двома імперіями та їхніми претендентами на трон, і така ситуація тривала до появи нової сили — Сасанідів. З часом вплив Риму у Вірменії зростав, однак формально вона зберігала незалежність — хоча й у статусі васальної держави, але союзної Риму у боротьбі проти Сасанідської імперії. Під час походу імператора Септимія Севера, який захопив парфянську столицю Ктесифон, у його армії було чимало вірменських воїнів. Пізніше, у IV столітті, у Вірменії дислокувалися два римські легіони — Legio I Armeniaca та Legio II Armeniaca.

### Східна Римська Вірменія
У 363 році між Східною Римською імперією та Сасанідською Персією був укладений договір, за яким Вірменія була поділена між двома державами. Перси зберегли за собою більшу частину Вірменії (так звану «Перська Вірменія»), тоді як римляни отримали лише невелику частину Західної Вірменії. У 387 році було укладено мир у Ацилісені, що встановив чітку лінію поділу: від точки на схід від Каріна до точки на південний захід від Нісібіса в Месопотамії. Таким чином, територія під контролем Східного Риму зросла, але близько чотирьох п'ятих колишнього Вірменського царства залишалося під перським пануванням.
На відміну від Малої Вірменії на захід від Євфрату, яка ще за правління Діоклетіана була перетворена на повноцінні провінції (Вірменія І та Вірменія ІІ) у складі дієцезії Понт, нові східні території мали різні рівні автономії. Велика Вірменія (північна частина) стала civitas stipendaria з цивільним управителем під титулом comes Armeniae, що означало збереження внутрішньої автономії за умови сплати данини та надання солдатів до регулярної армії Східного Риму.
У складі Римської імперії базовим табором Legio XII Fulminata була Мелітена. Це місто було важливим центром у Малій Вірменії (P'ok'r Hayk’) і залишалося таким до кінця IV століття. Імператор Феодосій І поділив цей регіон на дві провінції:
Вірменія І (Армения Прима, Hayk’) зі столицею в Севастії (сучасне Сівас);
Вірменія ІІ (Армения Секунда) зі столицею в Мелітені.
Південні сатрапії, які ще з 298 року перебували під впливом Риму, складали групу з шести повністю автономних князівств, союзних з імперією (civitates foederatae): Інгілена, Софена, Анцитена, Астіанена, Софанена та Балабітена. Місцеві вірменські нахарари були суверенними у своїх володіннях, зобов'язані лише надавати війська на вимогу та надсилати імператору золоту корону як знак підкорення. В обмін вони отримували царські регалії, зокрема червоне взуття, з рук імператора.
Цей статус зберігався майже століття, допоки у 485 році сатрапи не підняли велике повстання проти імператора Зенона (р. 474—491). Після придушення повстання вони були позбавлені суверенітету та спадкових прав і фактично зведені до рівня підлеглих римській владі провінцій — civitates stipendariae.
Імператор Юстиніан І (р. 527—565) провів масштабні адміністративні реформи. Невдовзі після свого сходження на трон у 527 році він скасував посади dux Armeniae (відповідального за Малу Вірменію) та comes Armeniae, підпорядкувавши всі вірменські війська новому magister militum per Armeniam із центром у Феодосіополі.
У 536 році було здійснено нову реформу: автономію земель за Євфратом було скасовано, і утворено чотири регулярні провінції:
Armenia I Magna — з частин Внутрішньої Вірменії, Понта Полемоніакського та старої Вірменії І;
Armenia II і Armenia III — шляхом поділу колишніх Вірменії І та ІІ;
Armenia IV — з колишніх сатрапій.
У 538 році вірменська знать підняла повстання проти важкого оподаткування, однак була розбита і втекла до Персії.
У 591 році за договором між перським царем Хосровом II та імператором Маврикієм більша частина Перської Вірменії була передана Східній Римській імперії.